# Teddy at the Throttle

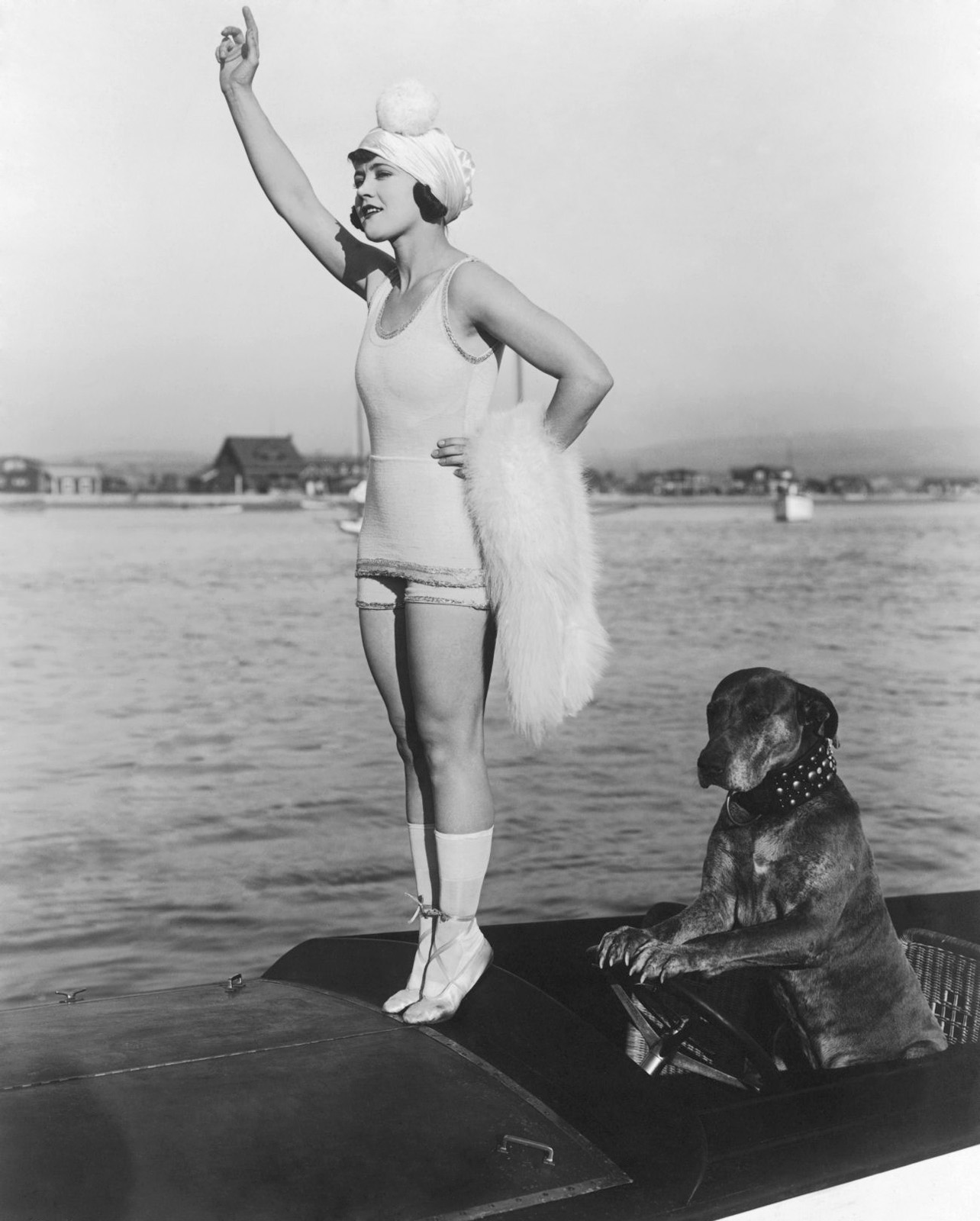
Gloria Swanson et Teddy

Teddy at the Throttle est un film américain réalisé par Clarence G. Badger et sorti en 1917.

## Synopsis
Un tuteur cherche à contrecarrer le mariage de sa pupille, pour des raisons financières.

## Fiche technique
- Titre original : Teddy at the Throttle
- Réalisation : Clarence G. Badger
- Producteur : Mack Sennett
- Société de production : Keystone
- Société de distribution : Triangle Distributing Corporation
- Pays de production :  États-Unis
- Langue originale : anglais
- Format : noir et blanc — 35 mm — 1,37:1 — Film muet
- Genre : Comédie dramatique
- Durée : 24 minutes
- Dates de sortie : États-Unis : 15 avril 1917
- Licence : Domaine public

## Distribution

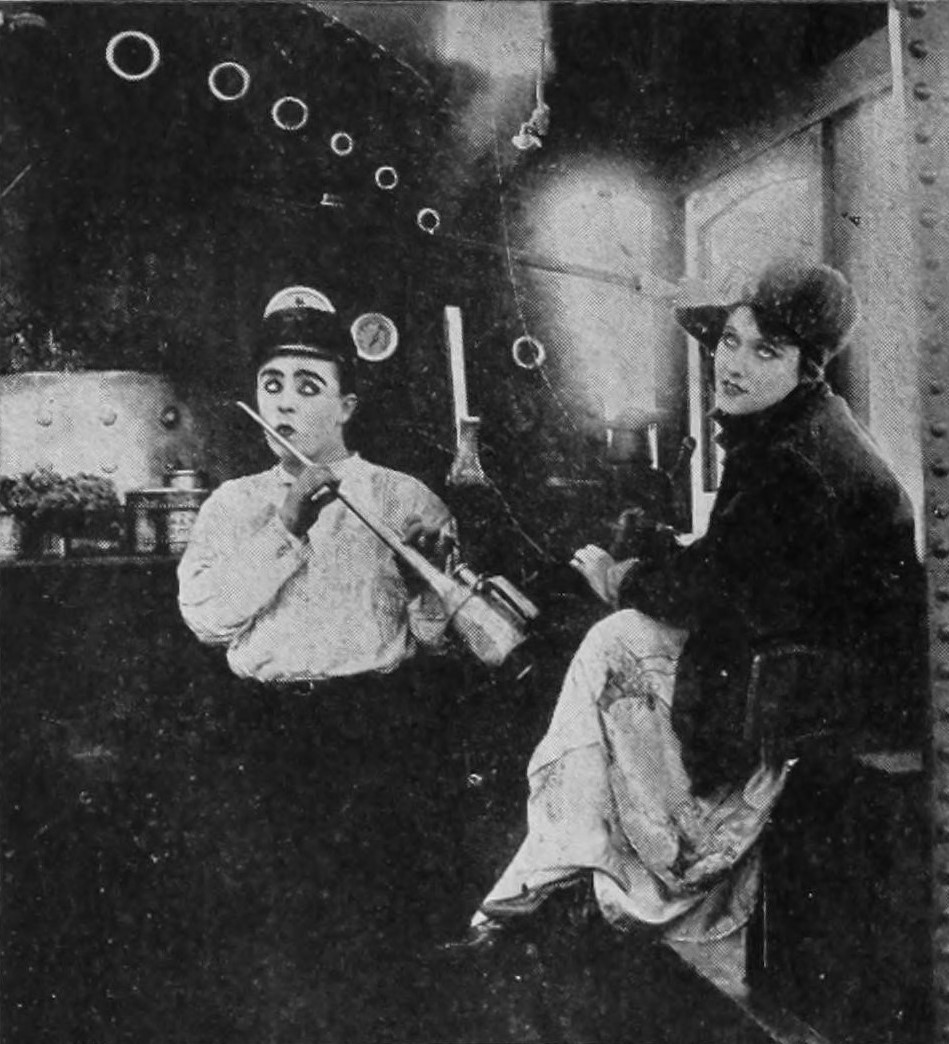
Bobby Vernon et Gloria Swanson dans une scène du film.

- Gloria Swanson : Gloria Dawn
- Bobby Vernon : Bobbie Knight
- Wallace Beery : Henry Black
- May Emory : la femme d'Harry Black
- Teddy the Dog : Teddy
- Roxana McGowan

## Rééditions
Le film a été réédité à plusieurs reprises en DVD et en Blu-Ray.